# The Colours of Chloë
| Recensione                          | Giudizio |
| ----------------------------------- | -------- |
| AllMusic                            |          |
| The Rolling Stone Jazz Record Guide | [ 2 ]    |

The Colours of Chloë è l'album di debutto del bassista e compositore tedesco Eberhard Weber, in collaborazione con i musicisti Rainer Brüninghaus, Peter Giger, Ralf Hübner, Ack van Rooyen, Gisela Schäuble e la Südfunk Symphonie Orchesters di Stoccarda.

## L'album
L'album è stato registrato nel dicembre 1973 nel Tonstudio Bauer a Ludwigsburg e il 1 ° aprile 1974 è stato pubblicato in formato LP dalla ECM Records, che lo ha ripubblicato in versione CD nel 1994.

## Accoglienza
The Colours of Chloë è annoverato tra i migliori album di Weber, nonché uno dei più importanti capolavori del Jazz. Per esempio David R. Adler di AllMusic gli assegna 4 stelle e mezzo e lo contrassegna con il marchio "Album pick", scrivendo che "Il primo lavoro di Eberhard Weber rimane il suo più rinomato ed influente. Un'opera ambiziosa che può essere chiamata Jazz sinfonico, The Colours of Chloë ha aiutato a definire il sound della ECM -- pittoresco, romantico, ritmicamente coinvolgente alcune volte, minimalista ed armonicamente astruso altre... Le persone non saranno d'accordo sul fatto che The Colours of Chloë abbia resistito alla prova del tempo, ma l'estetica di Weber ha giocato un ruolo significativo nella musica creativa degli anni Settanta, generando una folta schiera di emuli".

## Tracce
Tutte le composizioni di Eberhard Weber.
1. More Colours – 6:44
2. The Colours of Chloë – 7:49
3. An Evening With Vincent Van Ritz – 5:51
4. No Motion Picture – 19:32